# Katerina Sakel·laropulu
Katerina Sakel·laropulu (en grec: Κατερίνα Σακελλαροπούλου, nascuda el 30 de maig de 1956) és la presidenta electa de Grècia i la presidenta del Consell d'Estat grec, que exerceix des d'octubre de 2018.
El 22 de gener de 2020, el Parlament la va elegir com a vuitena presidenta a la tercera República Hel·lènica i 13a presidenta en general. Quan assumirà el càrrec el 13 de març de 2020, serà la primera dona que ocuparà el càrrec a Grècia.

## Biografia
Sakel·laropulu va néixer a Tessalònica. La seva família prové de Stavroupoli, Xanthi, una ciutat de la prefectura de Xanthi. Va estudiar dret a la Universitat d'Atenes i va completar els seus estudis de postgrau en dret públic a la Universitat París II. A mitjan anys vuitanta, va ser admesa al Consell d'Estat i va ser ascendida a consellera el 2000. L'octubre de 2015 va ser nomenada vicepresidenta del Consell d'Estat, mentre que l'octubre de 2018 va ser elegida per unanimitat al càrrec de presidenta del Consell.
Ha estat membre de l'Associació de Funcionaris Judicials del Consell d'Estat. I ha ocupat nombrosos càrrecs a l'associació: secretària general (1985-1986), vicepresidenta (2006-2008) i presidenta (1993-1995, 2000-2001).
La seva formació de jutge a França va trencar motlles quan va ser elevada com a primera dona al capdavant del tribunal més alt del país l'octubre de 2018. La sensibilitat de Sakel·laropulu envers les llibertats civils, als problemes ecològics i als drets de les minories i dels refugiats, va impulsar l'administració Syriza d'esquerres aleshores a proposar-la per eal càrrec.
Publica regularment en revistes acadèmiques. També ha contribuït al llibre "Crisi financera i protecció mediambiental sobre la jurisprudència del Consell d'Estat" (en grec: Οικονομική κρίση και προστασία του περιβάλλοντος στη νομολογία του Συμβουλίου της Επικρατείας), a Papazisis Publications.

## Nominació i elecció com a presidenta
El 15 de gener de 2020, el primer ministre grec, Kyriakos Mitsotakis, va nomenar-la per al càrrec de president de la República Hel·lènica, un càrrec pel que va ser elegida per ocupar el 22 de gener de 2020, amb 261 diputats votant a favor al Parlament Hel·lènic de 300 escons.

## Vida personal
Sakel·laropulu viu amb la seva parella, Pavlos Kotsonis, advocat. Té un fill d'un matrimoni anterior.
És seguidora del club esportiu Aris Thessaloniki.